# Gerrit Keizer
Pour l’article homonyme, voir Keizer (homonymie).
Gerard Pieter Keizer (8 août 1910 – 5 décembre 1980), dit Gerrit Keizer, est un gardien de but de football néerlandais. Il fait partie des premiers footballeurs professionnels néerlandais et des premiers joueurs hors îles Britanniques à évoluer dans le football anglais. Il fait partie du Club van 100.

## Biographie
Keizer rejoint l'Ajax Amsterdam à l'âge de 16 ans, et fait ses débuts pour le club deux ans plus tard contre Stormvogels le 1er avril 1929. Il remplace le gardien titulaire de l'Ajax Jan de Boer à quatre reprises, et en 1930, il s'installe à Londres pour travailler comme marchand de légumes.
Keizer débute en tant qu'amateur pour le club du Kent de Margate mais souhaite rapidement jouer à un niveau supérieur. À l'époque, Margate agit comme une « pépinière » des Londoniens d'Arsenal, et bientôt Keizer est repéré par le manager d'Arsenal, Herbert Chapman. Le 30 août 1930, Keizer est immédiatement lancé dans l'équipe première d'Arsenal contre Blackpool, et joue les douze premiers matchs de First Division d'Arsenal de la saison 1930–1931. Il est de la victoire en Charity Shield des Gunners sur Sheffield Wednesday et dispute au total dix-sept matchs cette saison-là. Pendant cette période, il joue non seulement comme gardien de but pour Arsenal, mais chaque week-end il s'envole pour la capitale néerlandaise afin de garder les buts de l'Ajax le dimanche. Ce qui lui vaut le surnom de « gardien volant » (en Angleterre, Flying Dutchman).
Keizer ne parvient pas à garder ses cages inviolées lors d'un seul de ses matchs en équipe première à Arsenal, et face à une concurrence féroce de la part de Bill Harper et Charles Preedy, Keizer est mis de côté en octobre et ne joue jamais plus pour l'équipe première. Il quitte Arsenal en juillet 1931 pour Charlton Athletic, et plus tard joue pour les Queens Park Rangers.
Il revient finalement à Amsterdam en 1933, et devient le numéro un de l'Ajax pour les quinze années suivantes, jouant 302 matchs pour le club, malgré la Seconde Guerre mondiale. Il honore également deux sélections pour l'équipe nationale néerlandaise, débutant dans un match qualificatif pour la Coupe du monde 1934 contre la Belgique, une victoire 4–2 permet aux Néerlandais d'atteindre la phase finale, mais Keizer n'est finalement pas du voyage en Italie.
Après la guerre, l'Ajax est en difficulté financière et ne peut s'offrir des maillots. Keizer s'envole à Londres demander de l'aide à son ancien club d'Arsenal, qui offre un ensemble de maillots et des ballons de football. L'Ajax joue ainsi ses premiers matchs d'après-guerre dans des chemises rouges et blanches d'Arsenal. Keizer continue à faire des allers-retours réguliers à travers la Manche, mais en 1947, des billets de banque britanniques sont découverts parmi les vêtements de sport. Keizer est condamné à une amende de 30 000 florins et à une peine d'emprisonnement de six mois.
À sa sortie de prison, Keizer se lance en affaires et tient l'une des principales épiceries de fruits et légumes d'Amsterdam. En 1955, il retourne à l'Ajax en tant que membre du conseil d'administration du club. Il meurt en 1980 à 70 ans.